# Alicia Gallienne
Pour les articles homonymes, voir Gallienne.
Alicia Gallienne est une poétesse française née le 20 janvier 1970 à Boulogne-Billancourt sous le nom complet d'Alicia Maria Claudine Gallienne et morte le 24 décembre 1990 à Paris.
Morte à l'âge de vingt ans des suites d'une grave aplasie médullaire, elle a rédigé dans les dernières années de sa vie plus d'une centaine de poèmes traitant de sa relation à la mort, de la puissance de la vie et de l'amour, ainsi que du pouvoir salvateur de l'écriture.

## Biographie

### Jeunesse
Alicia Maria Claudine Gallienne naît le mardi 20 janvier 1970 à Boulogne-Billancourt. Fille de Pierre Gallienne et Silvita de Posch-Pastor, Alicia est issue d'une famille mondaine de la grande bourgeoisie parisienne, et fait partie d'une fratrie de deux frères : Éric, son frère aîné, mort en juillet 1977, et Ian, futur époux de Ségolène Frère, fille du baron Albert Frère. Son cousin germain est le comédien Guillaume Gallienne. Alicia et ses frères grandissent en passant leurs vacances à Saint-Brice, dans la « Maison Rose », où ils jouent et où Alicia écrit ses poèmes.

### Diagnostic de la maladie et écriture
C'est à l'âge de quinze ans qu'on lui diagnostique sa maladie du sang, à la suite d'une appendicite aiguë dont elle est opérée à Angoulême en 1985. Commence alors pour elle une succession d'examens médicaux entraînant fatigue et greffe de moelle osseuse. Malgré cela, Alicia continue de « vivre intensément » : elle participe à des soirées au Lido, au Palace et chez Castel, connaît deux amours passionnés… Pendant ses insomnies, elle écrit.
De 1986 à 1990 — de ses dix-sept à ses vingt ans — elle rédige près d'une centaine de poèmes. Son premier recueil, intitulé Dominantes, est composé de mai 1986 à octobre 1987. Le second, Les Nocturnes, est écrit entre novembre 1987 et mars 1988. Entre avril 1988 et février 1989, elle rédige Le Livre noir, du nom du carnet que lui a offert son amie d'enfance Éléonore ; la seconde partie du recueil est alors dédiée à son premier amour, Xavier Giannoli, ami de son frère Ian qu'elle a rencontré pendant l'été 1988 à Sotogrande.

### Mort et postérité
Elle meurt le 24 décembre 1990 dans un hôpital du 20e arrondissement, des suites de sa greffe de la moelle osseuse liée à sa maladie. La cérémonie funéraire est organisée à l'église Saint-Philippe-du-Roule le 27 décembre 1990, et Alicia est ensuite inhumée au cimetière du Montparnasse, à Paris. Pour l'occasion, la dépouille d'un grand-oncle espagnol, comte de Castilleja de Guzmán, est rapatriée à ses côtés. 

L'épitaphe gravée sur sa sépulture reprend des vers tirés de son recueil Dominantes :
« … Comme une ondée aromatisée de menthe désirante
Mon âme saura sublimer et défendre
… Comme une pâmoison de fraîcheur délirante
Mon âme saura s'évader et se rendre. »
En 2018, ses œuvres sont redécouvertes par sa mère, qui contacte par la suite son neveu Guillaume pour lui demander de les envoyer aux éditions Gallimard. C'est l'éditrice Sophie Nauleau qui se charge alors de composer un recueil : celui-ci est publié le 6 février 2020 sous le titre L'autre moitié du songe m'appartient, soit trente ans après la mort d'Alicia,.

## Regards sur l'œuvre

### Art poétique
La poésie d'Alicia Gallienne est marquée par l'absence de ponctuation (en-dehors du point d'interrogation) : d'elle-même, Gallienne reconnaît qu'elle a délibérément abandonné sa recherche de la ponctuation du fait de ne pas y porter d'intérêt et de ne pas avoir réussi à l'imposer. Ainsi, elle espère que la lecture attentive et artistique de ses poèmes puisse permettre de former « l'ordre et l'agencement » qu'il leur manque.

Sa poésie est aussi marquée par la récurrence de certains symboles et figures : les mains et les yeux — qui représentent son amour pour les hommes, mais aussi « l'absolu des sens » avec à la fois ce qu'ils dévoilent et ce qui leur est inaccessible —, l'eau — qui renvoie à la mer et donc à l'infini, au voyage, mais aussi à la forme adaptative et changeante de l'eau qui fait écho à l'esprit créateur —, les oiseaux — qui sont « l'ivresse et l'aptitude » de son imagination, mais qui renvoient aussi à la paix et à la condition de la servitude (oiseau en cage). Parmi toutes ces figures, la mort est probablement la plus présente, et accompagne toujours les réflexions sur la vie comme une sorte de dialogue vers l'autre monde. De l'aveu même de Gallienne :
« […] tout passe par la mort toujours et tout y appelle son visage. Moi-même, j'écris beaucoup sur la mort car elle n'arrête pas de m'appeler et que j'ai bien plus peur de la vie. Mourir à moitié, cela me paraît difficile […] mais, vivre à moitié, c'est une bien solide tentation. Vivre bien et fort, cela demande de se livrer corps et âme, cela exige du courage et de la ténacité. »

### Influences littéraires
Dès son plus jeune âge, Alicia écrit ou recopie des poèmes d'auteurs qu'elle apprécie tout particulièrement, parmi lesquels Jacques Prévert, Arthur Rimbaud, Jean Cocteau et Oscar Vladislas de Lubicz-Milosz. Plus tard, elle se plonge dans la lecture de Hegel, Kafka, Edmond Rostand, Héraclite, Cioran, Céline, Aragon, d'auteurs surréalistes et du Journal littéraire de Paul Léautaud. Elle lit les poèmes de Charles Baudelaire, Jean Genet, Pierre Reverdy, Robert Desnos, Tristan Tzara, René Char, Henri Michaux, Edmond Jabès, Apollinaire…
Dans les dernières années de sa vie, Alicia découvre les auteurs russes, notamment Tolstoï et Dostoïevski, qu'elle qualifie de « grandiose ».

## Œuvre
- L'autre moitié du songe m'appartient (préf. Sophie Nauleau, postface Guillaume Gallienne), Éditions Gallimard, coll. « Poésie/Gallimard », 6 février 2020, 400 p. (ISBN 9782072859281).

### Radio
- « Alicia Gallienne, L'autre moitié du songe m'appartient », Ça peut pas faire de mal, podcast présenté par Guillaume Gallienne  (émission radiophonique), sur France Inter, 8 février 2020.